# 銭の戦争
『銭の戦争』は、2007年5月16日から7月5日まで韓国SBSで放送されていたテレビドラマ。原作は韓国のスポーツ新聞に連載されたパク・イングォンの同名マンガ。
ここでは、番外編である『銭の戦争 ボーナスラウンド』についても述べる。また、「〜ボーナスラウンド」と区別するために以下「本編」と述べる。
本編は、韓国では最高視聴率37％を記録する大ヒットドラマとなった。さらに、本編が終了したのちの7月11日から7月19日にかけて番外編『銭の戦争 ボーナスラウンド』（全4話）が追加放映されると、本編同様に高視聴率を獲得した。番外編では、主人公とそのライバル役は本編のままのキャラクターだが、新しい登場人物が加わるなどしてまったく別のストーリーが展開されている。
日本でも同年に初放送されたほか、2015年には関西テレビ・フジテレビ系列でリメイク版が制作・放送された。
また、本作と同じ原作をもとに、差別化をはかって、より原作に忠実に描いたとするドラマが、2008年に韓国tvNで制作されている。tvN版の日本でのDVDタイトルは『銭の戦争 オリジナル』となっている。

## あらすじ（本編）
借金地獄で路上生活者に転落した男が、自らヤミ金業者になって世の中に復讐する。

## 主な出演者（本編）
- クム・ナラ：パク・シニャン

サラ金業者、元エリート証券マン。
- ソ・ジュヒ：パク・チニ

本編のヒロイン。銀行員。クム・ナラの行動に悩まされる。
- イ・チャヨン：キム・ジョンファ

ナラの元婚約者、ポン女史の孫。
- ハ・ウソン：シン・ドンウク

クム・ナラのライバル。
- ポン女史：ヨ・ウンゲ

チャヨンの祖母、高利貸し。
- トクゴ・チョル：シン・グ

サラ金業者、韓国一の金持ち。
- マ・ドンポ：イ・ウォンジョン

ドンポ社の社長。お金しか信じられない。

## 主な出演者（ボーナスラウンド）
- クム・ナラ：パク・シニャン
- ハ・ウソン：シン・ドンウク
- イ・スヨン：キム・オクビン

ボーナスラウンドのヒロイン。クム・ナラとハ・ウソンと関係がある。
- カン・ヘウォン：チョン・ソヨン
- ジン会長：パク・ヘミ
- チョ・チョルス：キム・ヒョンボム

## テーマ曲
Sweet Sorrow - 『Simple Life』

## 日本での放送
日本ではBS11デジタルで2007年12月2日から2008年4月13日まで初放送された。韓国で放送した本編16話を、20話に編集し直している。本編放送後の4月20日からは同時間帯で『銭の戦争 ボーナスラウンド』として番外編（全4話を5話に編集）が放送された。
その後BS朝日、フジテレビTWOなどでも放映されたほか、配信サイトでも配信されている。

## 関連商品
本編および「ボーナスラウンド」のDVD BOX、ドラマのサウンドトラックが発売されている。